# Paso de Indios
Pour les articles homonymes, voir Paso.
Paso de Indios (Rhyd yr Indiaid en gallois) est une localité d'Argentine, chef-lieu du département de Paso de Indios, au centre de la province de Chubut. 

Située au centre de la province, elle communique avec les villes de Trelew à l'est, et de Tecka et Esquel à l'ouest, au moyen de la route nationale 25 totalement asphaltée.

## Population
La localité comptait 1 087 habitants en 2001, soit 24,6 % de plus qu'en 1991.

## Climat
Le climat de la région est sec et frais en hiver, avec d'importantes oscillations annuelles. Les précipitations sont de 200 mm annuellement. Les températures de janvier tournent autour de 19 °C, avec un maximum absolu de 38,3 °C, alors qu'en juillet la moyenne est de 3 °C avec un minimum absolu de -24,2 °C.